# قوانين ازدراء الأديان في السعودية
قوانين المملكة العربية السعودية حول نقد وازدراء الأديان ينص النظام الأساسي للحكم في السعودية على أن دستور السعودية يقوم على «القرآن والسنة»، وأنَّ الدولة «تحمي عقيدة الإسلام»؛ وتتكون عموم القوانين من خليط من قواعد الشريعة الإسلامية (بشكل أساسي القواعد التي وضعتها المدرسة الفقهية الحنبلية وكذلك من مدارس القانون الأخرى مثل مدرسة الجعفرية[بحاجة لمصدر]) والأوامر والمراسيم الملكية وغيرها من القوانين واللوائح الملكية والفتاوى الصادرة عن هيئة كبار العلماء والعادات والتقاليد.

## قمع
تستخدم السلطات السعودية قوانين المملكة لقمع جميع أشكال التعبير الديني التي تخالف مدرسة الإسلام السني السلفي.

## حالات مختارة
في عام 2008، ذكرت هيومن رايتس ووتش أن السعودية كثيرًا ما تُدين أشخاصًا بتهمة الإساءة إلى الدين.
في عام 2008، اتهمت السلطات السعودية رائف بدوي بـ «إنشاء موقع إلكتروني يسيء إلى الإسلام» وحكمت عليه بالسجن وغرامة قدرها 800,000 دولار، كونه قام بإدارة موقع على شبكة الإنترنت ينتقد فيه الشرطة الدينية ويشكك في الإسلام.
في 13 يونيو 2007، مَثَلَ صبري بوغداي، حلاق من تركيا، أمام محكمة عامة في جدة بتهمة التجديف. اعترف بوغداي بـ «أقسم بالله». حكمت المحكمة (ثلاثة قضاة) على بوغداي بالإعدام. استأنف بوغداي الحكم لكن طلبه قوبل بالرفض. واستأنف الحكم أمام محكمة الاستئناف لكن طلبه قوبل بالرفض. واستأنف الحكم أمام المحكمة القضائية العليا لكن طلبه رُفض. ناشد خادم الحرمين الشريفين الملك عبدالله بن عبدالعزيز. حيث سمح الملك بالطعن في توبة بوغداي ودعوته إلى المغفرة. عاد بوغداي إلى تركيا في 27 يناير 2009.
في أبريل 2006، أطلقت السلطات السعودية سراح الصحفي السعودي رابح القويعي، الذي كتب لجريدة شمس اليومية. احتجزت السلطات القويعي لمدة ثلاثة عشر يومًا لأنه، وفقًا للمقالات المنشورة على الإنترنت قبل ثلاث سنوات، حذر من أن المتطرفين الدينيين في المملكة العربية السعودية قد يفكرون في شن هجوم على الرياض. كما انتقد التفسيرات الدينية الصارمة للإسلاميين الوهابيين المتشددين. وذكر القوي أن السلطات أجبرته على توقيع بيان يقول إنه شوه المعتقدات الإسلامية في كتابته، وأنه لم يكن مسلمًا حقيقيًا، وأنه سيدافع عن القيم الإسلامية في عمله في المستقبل.
في عام 2005، وجدت محكمة شرعية سعودية أن الدكتور حمزة المزيني، أستاذ اللغويات بجامعة الملك سعود، مذنب في «السخرية من الدين». يقول أحد التقارير أن المزيني قد نشر مقالًا يرثي فيه جودة التعليم المتدهورة في الجامعة بسبب تدفق الإسلاميين الأجانب. يقول تقرير آخر إن أحد زملاء المزيني اتهمه بالقول إن الكتب الدراسية في الجامعة كانت متطرفة. حكمت المحكمة على المزيني بالسجن أربعة أشهر و 275 جلدة. خفف ولي العهد (الملك لاحقًا) عبد الله بن عبد العزيز الحكم.
في عام 2005، وجدت محكمة في البكيرية أن محمد الحربي، مدرس كيمياء بمدرسة ثانوية، مذنب بالتجديف لأنه تحدث إلى الطلاب والمدرسين حول المسيحية واليهودية وأسباب الإرهاب. حكمت المحكمة على الحربي بالسجن لمدة 40 شهرًا و 750 جلدة.
في مارس 2004، منعت محكمة عامة في الرياض محمد السحيمي من التدريس، وهو مدرس في المدرسة الإعدادية والثانوية. كما حكمت المحكمة على السحيمي بالسجن ثلاث سنوات و 300 جلدة. وقد أدانته المحكمة بتأييد الممارسات الجنسية والاجتماعية والدينية غير الإسلامية. اعتمدت الحكومة قضيتها على تصريحات السحيمي لطلابه حول مفاهيم الحب المختلفة في الشعر. فسر معلمو الدين في مدرسته كلماته على أنها ردة. اتهمت وثائق المحكمة السحيمي بإعلان أن الاستماع إلى الموسيقى والتدخين والزنا والمثلية الجنسية والاستمناء مسموح به بموجب الإسلام. ونفى السحيمي التهم الموجهة إليه.
في عام 2003، اتهم رجل الدين السعودي علي بن الخضير الصحفي السعودي منصور النقيدان بارتكاب جرائم تجديف. ومن بين الجرائم كانت «الإنسانية العلمانية» و «الاحتقار للدين وطقوسه والأشخاص المتدينين». وقال الخضير إن النقيدان ارتكب الجرائم بالقول خلال مقابلة «نحتاج إلى إسلام يتصالح مع الآخر، إسلام لا يعرف الكراهية للآخرين بسبب معتقداتهم أو ميولهم. نحتاج إلى إصلاح جديد، وإعادة تفسير جريئة للنص الديني حتى نتمكن من التصالح مع العالم». على موقعه على الإنترنت، دعا الخضير إلى قتل النقيدان. منعت السلطات النقيدان من الكتابة أو السفر إلى الخارج.
في عام 1999، أعرب المقرر الخاص للجنة الأمم المتحدة المتصلة بحقوق الإنسان عن قلقه إزاء عدم استجابة المملكة العربية السعودية لاستفسارات حول ظروف الأشخاص المحتجزين.تم إعدام الكثير منهم بسبب جرائم غير عنيفة، بما في ذلك جرائم المخدرات، اللواط، الإلحاد والردة. "
في عام 1994، أدلى المراهق الإسماعيلي، هادي المطيف، بتصريح اعتبرته محكمة تجديفي. حكمت المحكمة على المطيف بالإعدام بسبب الردة. في مايو 2009، كان المطيف لا يزال في السجن. قضى فترات طويلة من الحبس الانفرادي، وقام بالعديد من محاولات الانتحار.
في 3 سبتمبر 1992، تم قطع رأس صادق مال‌ الله علنًا في القطيف في المنطقة الشرقية بالمملكة العربية السعودية بعد إدانته بالردة والتجديف. مال الله، مسلم شيعي من السعودية، اعتقل في أبريل 1988 ووجهت إليه تهمة إلقاء الحجارة على دورية للشرطة. وبحسب ما ورد احتُجز في الحبس الانفرادي لفترات طويلة خلال أشهره الأولى في الاحتجاز وتعرض للتعذيب قبل مثوله لأول مرة أمام قاضٍ في يوليو 1988. ويقال إن القاضي طلب منه أن يتحول من الإسلام الشيعي إلى الإسلام السني، ويُزعم أنه وعده بعقوبة أخف إذا امتثل. بعد أن رفض القيام بذلك، نُقل إلى سجن المباحث العامة في الدمام حيث احتُجز حتى أبريل 1990. ثم نُقل إلى سجن المباحث العامة في الرياض، حيث بقي حتى تاريخ إعدامه.
في عام 1992، أعدمت السعودية حدثًا واحدًا على الأقل بسبب التجديف.